# 1174

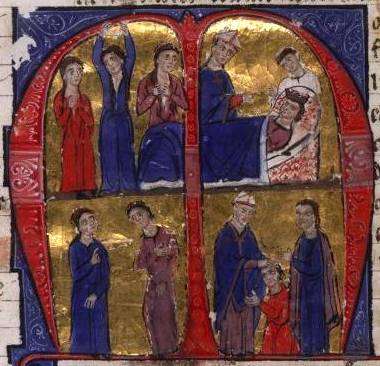
De dood van Amalrik I en de kroning van Boudewijn IV

Het jaar 1174 is het 74e jaar in de 12e eeuw volgens de christelijke jaartelling.

## Gebeurtenissen
- Na de dood van Nur ad-Din, laat vizier Saladin van Egypte zich tot sultan uitroepen. Hij valt Syrië aan, en verovert Damascus. Nur ad-Dins zoon As-Salih Ismail al-Malik vlucht naar Aleppo.
- Na de dood van Amalrik I van Jeruzalem claimen zowel Miles van Plancy als Raymond III van Tripoli het regentschap over zijn minderjarige en leproze zoon Boudewijn IV. Milos van Plancy wordt korte tijd later vermoord, en Raymond neemt het regentschap waar.
- 13 juli - Willem I van Schotland wordt gevangengenomen door Hendrik II van Engeland.
  - december - Verdrag van Falaise: Willem moet Hendrik erkennen als zijn leenheer.
- Frederik Barbarossa gaat voor de vijfde keer op campagne in Italië om de constante opstanden in Lombardije te beëindigen.
  - Hij verovert Susa en Asti.
  - Hij slaat het beleg op voor Alessandria, maar kan de stad niet innemen.
- 18 januari - Bernardus van Clairvaux wordt heilig verklaard.
- De stad Padua wordt door brand verwoest.
- Alfons II van Aragon trouwt met Sancha van Castilië.
- Voor het eerst vermeld: Barneveld, Bovec, Wichelen

## Opvolging
- Jeruzalem - Amalrik I opgevolgd door zijn zoon Boudewijn IV
- Syrië - Nur ad-Din opgevolgd door zijn zoon As-Salih Ismail al-Malik

## Afbeeldingen

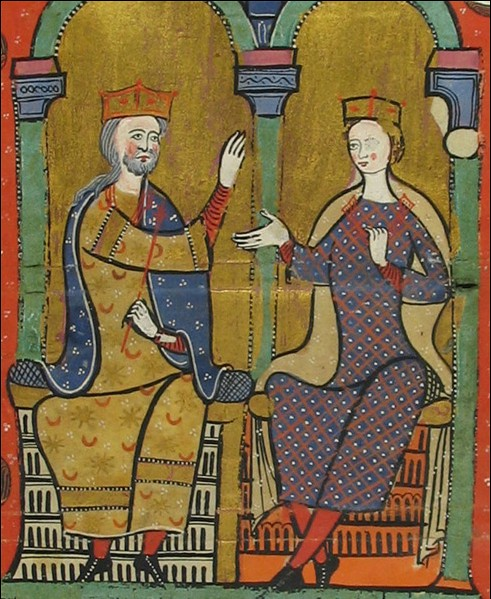
Alfons II van Aragon en Sancha van Castilië
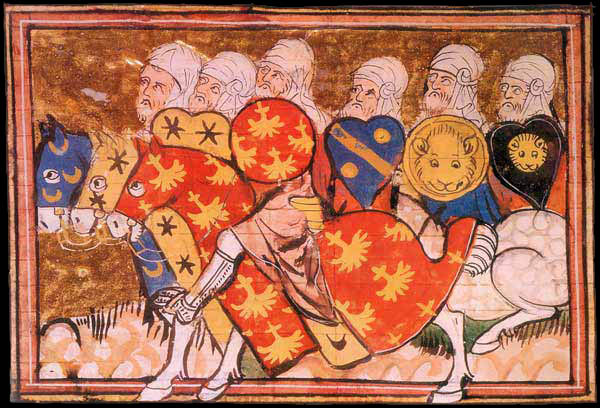
het leger van Saladin

## Geboren
- Beatrix, gravin van Chalon
- Emmerik, koning van Hongarije (1196-1204)
- Hedwig van Andechs, echtgenote van Hendrik I van Polen
- Hendrik van Vlaanderen, Latijns keizer van Constantinopel (1205-1216) (jaartal bij benadering)
- Maria van Champagne, echtgenote van Boudewijn IX van Vlaanderen (jaartal bij benadering)
- Rikissa van Denemarken, echtgenote van Erik X van Zweden (jaartal bij benadering)

## Overleden
- 15 mei - Nur ad-Din (56), atabeg van Syrië (1146-1174)
- 28 juni - Andrej Bogoljoebski, grootprins van Vladimir-Soezdal
- 11 juli - Amalrik I (~38), koning van Jeruzalem (1163-1174)
- 9 september - Judith van Thüringen, echtgenote van Wladislaus II van Bohemen
- 4 oktober - Robertus van Dover, titulair bisschop van Atrecht en Kamerijk
- 17 oktober - Petronella (39), koningin van Aragón (1137-1162)
- oktober - Miles van Plancy, Jeruzalems edelman
- Evrard des Barres, grootmeester der Tempeliers
- Walter van Sint-Omaars, Jeruzalems edelman